# Duroia aquatica
Espèce
Synonymes
Selon Tropicos (09 juin 2024)
- Coupoui aquatica Aubl.
- Cupirana aubletiana Miers

Selon GBIF (09 juin 2024)
- Coupoui aquatica Aubl.
- Cupirana aubletiana Miers

Duroia aquatica est une espèce d'arbuste d'Amérique du sud, appartenant à la famille des Rubiaceae.
Il est connu en Guyane sous les noms de Confiture-macaque (Créole) ou Maamadossu (Nenge tongo).

## Description
Duroia aquatica est un arbre, atteignant jusqu'à 10 m x 13,5 cm. Le troncs est cylindriques. L'écorce extérieure est floconneuse, molle, brune, et l'écorce intérieure orange. Les tiges sont pubescentes à l'état jeune, glabrescentes à l'état plus âgé.
Les stipules forment un capuchon pentagonal, acuminé, long de 3 cm.
Les Feuilles sont en verticilles de 5, avec des pétioles atteignant jusqu'à 10 cm de long.
Les limbes sont oblongs-obovales, 35 × 15 -cm, à pubescence densément appressées sur la nervure centrale et les nervures abaxiales, le sommet acuminé, à base cordée.
Les inflorescences sont terminales.
Les inflorescences staminées comptent environ 24 fleurs par ombelle sessile, avec des fleurs staminées 10-mère, et le tube de la corolle plus large que dans les fleurs staminées.
Les fruits sont ovoïdes, 10 × 5,5 cm, ligneux, glabrescents.
En 1953, Lemée en propose la description suivante de Duroia aquatica :

« D. aquatica Brem. (Coupoui a. Aubl.). Arbre à jeunes rameaux, pétioles et stiules pubescents-ferrugineux, ou grisâtres ; feuilles atteignant jusq'à 0,30 sur 0,15, verticillées par 5-6, à long pétiole, oblongues-obovales acuminées, à base cordée ou subpeltée, glabres en dessus sauf sur la côte, pubescentes en dessous surtout sur les nervures, avec environ 20 paires de nervures, gaîne stipulaire acuminée ; dans les mâles ombelles sessiles multiflores entourées par la gaîne stipulaire supérieure, fleurs pédicellées, calice tubuleux denticulé pubescent à la base" corolle à tube de 22 mm. et lobes de 0,03 très pubescents en dehors, ovaire réduit, style, indivis ; dans les femelles fleurs sessiles 10-12-mères entourées par la gaîne stipulaire, ovaire du genre, style robuste glabre 5-6.lohé, calice à dents inégales, corolle à tube plus large que celui des mâles ; fruit de 0,10 sur 0,05-0,06, ovoïde verruqueux pubescent à la base et au sommet, à, 5-6 loges subdivisées horizontalement, graines nombreuses. - (Aublet). »

— Albert Lemée, 1953

## Répartition
Duroia aquatica est une espèce néotropicale représenté principalement sur le plateau des Guyanes : Guyana, Suriname, Guyane, Brésil (Amapá).

## Écologie
Duroia aquatica est un arbre du sous-bois, commun mais dispersé dans les forêts non inondées de Guyane, qui fructifie en mars, avril, juin.

## Usage
Le fruit est comestible, consommé cru.
Chez les Saramaka du Suriname, les mères en font une décoction pour baigner leur bébé et leur en faire boire une petite quantité pour sa santé générale.

## Protologue
En 1775, le botaniste Aublet l'a premièrement décrit sous le nom de 'Coupoui aquatice et en a proposé le protologue suivant :
« COUPOUI. (Tabula 377.)
Arbor procera, ad ſummitatem ramoſa; ramis undique ſparſis. Folia ovata, oblonga, acuta, baſi emarginata, ſuperne aſpera, integerrima, longe petiolata. Fructus bini aut terni, ſubſeſſiles, terminales, ovati, difco perforato, & calicis laciniis quinque coronati, uniloculares ; nondum maturi virides. Semen magnum, oyacum.
truaum ferebat Maio.
Habitat ad ripam amnis Galibienſis.
Nomen Caribæum 'COUPOUI-RANA'.
LE COUPOUI aquatique. (PLANCHE 377.)
Le Coupoui eſt un grand arbre dont l'écorce du tronc eſt verdâtre, le bois eſt mol & blanc. Les branches ſont éparſes, nues, & n'ont de feuilles qu'à leur extrémité. Ces feuilles ſont portées ſur un long pédicule ; elles ont juſqu'à un pied dix pouces de longueur, ſur neuf pouces de largeur. Leur face ſupérieure eſt liſſe, l'inférieure eſt un peu âpre ; elles ſont partagées par une côte ſaillante d'où partent des nervures qui vont ſe perdre au bord de la feuille.
Je ne l'ai point vu en fleur.
Le fruit n'étoit pas encore en parfaite maturité ; il étoit place à l'extrémité des branches entre les feuilles. Sa forme approchoit de celle d'un citron. Il étoit vert & couronné par cinq lobes du calice. Il ne renfermoit qu'une ſeule amande.
Il étoit en fruit dans le mois de Mai.
Il croît au bord de la crique des Galibis.

Il eſt nommé COUPOUI-RANA par les Garipons. »
— Fusée-Aublet, 1775.